# Infraction hybride
Une infraction hybride (ou infraction mixte, infraction sujette à option) est une catégorie d'infraction criminelle dans les systèmes juridiques de la common law par laquelle une poursuite judiciaire peut être intentée, soit par voie sommaire de déclaration de la culpabilité, soit par voie de mise en accusation.

## Droit canadien
Au Canada, le procureur général, ou ses substituts, décide de la catégorie d'infraction sous laquelle il intentera une poursuite devant les tribunaux, à savoir par voie sommaire ou par voie de mise en accusation. Cependant, l'infraction est traitée par voie de mise en accusation jusqu'à ce que l'État fasse son choix.
Généralement, le procureur prend sa décision sur la base des éléments de preuve qu'il a en sa possession, des antécédents de l'accusé, des risques de récidives ou d'autres éléments jugés pertinents.
Des infractions tombant sous cette catégorie incluent, notamment : la conduite avec facultés affaiblies, les voies de fait et le vol de biens ayant une valeur inférieure à 5,000.00$.

## Droit américain
Aux États-Unis, ce type d'infraction (communément appelé wobbler) est sanctionné par l'emprisonnement soit dans une prison de comté (voie sommaire) ou dans une prison d'État (mise en accusation).
Dans tous les États, si l'infraction est mixte, le procureur chargé de la poursuite décide de la catégorie sous laquelle il intentera les poursuites. Cependant, les procureurs peuvent traiter de prime abord ce type d'infraction comme des actes criminels (felony) pour ensuite changer de catégorie en cours de procès si le défendeur consent à répondre à l'accusation en déclarant sa culpabilité.
Par conséquent, lorsque les éléments de preuve ont été déposés lors de l'audition préalable, le juge ou le magistrat peut décider de réduire le fardeau de la preuve en passant d'un acte criminel (felony) à une infraction punissable sur déclaration de culpabilité par procédure sommaire (misdemeanor). Cependant, le contraire ne peut être effectué.

## Droit anglais
Au Royaume-Uni, le procès pour ce type d'infraction peut être entendu soit devant la Cour des Magistrats (Magistrates' Court) ou la Cour de la Couronne (Crown Court). La décision quant au tribunal devant lequel le procès sera entendu se fait lors d'une audience préalable devant la Cour des Magistrats. Lors de celle-ci, les magistrats évaluent quelle cour est la plus appropriée pour entendre l'affaire. Si l'infraction équivaut à un acte criminel, la poursuite sera effectuée par voie de mise en accusation et sera donc obligatoirement renvoyée devant la Cour de la Couronne. Si, à l'inverse, les magistrats jugent qu'ils ont compétence pour entendre le procès, le défendeur sera appelé à donner son consentement. S'il refuse, le procès sera entendu devant jury auprès la Cour de la Couronne.
Si l'accusé est déclaré coupable par la Cour des Magistrats et donc condamné, la représentation sur sentence peut s'effectuer devant la Cour de la Couronne si les magistrats jugent que la peine requise requiert un niveau d'autorité plus élevé que le leur.